# Distrito electoral de Palisade (condado de Hitchcock, Nebraska)
Palisade (en inglés: Palisade Precinct) es un distrito electoral ubicado en el condado de Hitchcock en el estado estadounidense de Nebraska. En el Censo de 2010 tenía una población de 353 habitantes y una densidad poblacional de 3,8 personas por km².

## Geografía
Palisade se encuentra ubicado en las coordenadas 40°18′26″N 101°9′16″O / 40.30722, -101.15444. Según la Oficina del Censo de los Estados Unidos, Palisade tiene una superficie total de 92.95 km², de la cual 92.95 km² corresponden a tierra firme y (0%) 0 km² es agua.

## Demografía
Según el censo de 2010, había 353 personas residiendo en Palisade. La densidad de población era de 3,8 hab./km². De los 353 habitantes, Palisade estaba compuesto por el 98.87% blancos, el 0% eran afroamericanos, el 1.13% eran amerindios, el 0% eran asiáticos, el 0% eran isleños del Pacífico, el 0% eran de otras razas y el 0% pertenecían a dos o más razas. Del total de la población el 0% eran hispanos o latinos de cualquier raza.